# Rong, Zigong
Rong, även stavat Junghsien, är ett härad som lyder under Zigongs stad på prefekturnivå i Sichuan-provinsen i sydvästra Kina.
Under svältkatastrofen under det Stora språnget 1958-62 hörde Rong härad till en av de hårdast drabbade orterna.